# Herminia cruralis
Herminia cruralis är en fjärilsart som beskrevs av Achille Guenée 1854. Herminia cruralis ingår i släktet Herminia och familjen nattflyn. Inga underarter finns listade i Catalogue of Life.